# Tetranchyroderma cirrophorum
Tetranchyroderma cirrophorum är en djurart som tillhör fylumet bukhårsdjur, och som beskrevs av Claude Lévi 1950. Tetranchyroderma cirrophorum ingår i släktet Tetranchyroderma och familjen Thaumastodermatidae. Inga underarter finns listade i Catalogue of Life.